# Norbert Blößner
Norbert Blößner (* 19. April 1959 in Straubing) ist ein deutscher Altphilologe.

## Leben
Nach dem Studium der Fächer Griechisch, Latein, Geschichte und Erziehungswissenschaften an der Universität Regensburg (1979–1985) legte Blößner 1985 sein erstes Staatsexamen ab, dem nach zweijährigem Referendariat 1987 das zweite Staatsexamen folgte. 1990 wurde er nach dreijähriger Arbeit und gefördert von der Studienstiftung des deutschen Volkes mit der Schrift Die singulären Iterata der Ilias. Bücher 16–20 in Regensburg promoviert. Sein Doktorvater war Ernst Heitsch. Blößner erhielt für diese Arbeit im folgenden Jahr den Ostbayerischen Kulturpreis. Im Rahmen des „Platonprojektes“ der Mainzer Akademie der Wissenschaften und der Literatur wurde er 1996 ebenfalls in Regensburg mit dem Werk Platon, ‘Politeia’ 543a1–555b2: Übersetzung, Kommentar, Appendizes habilitiert. Er erhielt dafür im darauffolgenden Jahr den Habilitationspreis der Universität Regensburg. Begleitend zu diesen Tätigkeiten unterrichtete er von 1988 bis 2005, seit 1996 als Privatdozent an der Universität Regensburg, nahm aber auch an mehreren internationalen Forschungsaufenthalten teil. Seit 1998 unterrichtet er an der Freien Universität Berlin, an der er 2005 Privatdozent und 2009 außerplanmäßiger Professor wurde. 2003 war er Gastprofessor an der Universität Innsbruck und erhielt Einladungen zu weiteren Gastprofessuren an der Universität Heidelberg und Frankfurt. Er ist verheiratet und hat zwei Kinder.
Blößners Forschungsschwerpunkte sind die frühgriechische Epik sowie die frühe und klassische Philosophie mit den Schwerpunkten platonische Dialoge, hellenistische und römische Philosophie.

## Veröffentlichungen (Auswahl)
- 1991 Die singulären Iterata der Ilias. Bücher 16–20.
- 1997 Dialogform und Argument. Studien zu Platons ‘Politeia’. (online verfügbar)
- 1999 Musenrede und ‘geometrische Zahl’. Ein Beispiel platonischer Dialoggestaltung (‘Politeia’ VIII, 545c8–547a7). (online verfügbar)
- 2001 Cicero gegen die Philosophie. Eine Analyse von De re publica 1, 1–3.
- 2001 “The Encomium of a Noble Man”. Anmerkungen zu Eric Voegelins ‘Politeia’-Interpretation.